# Literatuurcriticus
Een literatuurcriticus is iemand die nieuw verschenen literair werk bespreekt en beoordeelt. Dit kan gebeuren in de vorm van een signalement, een recensie in krant of tijdschrift, een lang kritisch stuk in een tijdschrift of boek. Dergelijke kritiek reikt verder dan een samenvatting en een waardeoordeel: ze analyseert en interpreteert het boek en plaatst het in een ruimer kader.

## Lijst van bekende Nederlandse critici
- Ton Anbeek
- René Appel
- Dick Binnendijk
- Menno ter Braak
- Aart Broek
- Dirk Coster
- Tom van Deel
- Margot Dijkgraaf
- Anton van Duinkerken
- Kees Fens
- Jan Fontijn
- Dimitri Frenkel Frank
- Louise Fresco
- Jaap Goedegebuure
- H.A. Gomperts
- G.H. 's-Gravesande
- Jan Greshoff
- Albert Helman
- Marijke Hilhorst
- Eric Hoekstra
- Ingrid Hoogervorst
- Adriaan van der Hoop jr.
- Atte Jongstra
- Cees Kelk
- Michiel van Kempen
- Gerrit Komrij
- Jacques Kruithof
- Emmy van Lokhorst
- Lidy van Marissing
- Anthony Mertens
- Maurits Mok
- Aad Nuis
- Jaap Oversteegen
- J.J. Peereboom
- Carel Peeters
- E. du Perron
- Hugo Pos
- Kees Rijnsdorp
- P.H. Ritter jr.
- Jos de Roo
- Martin Ros
- Wim Rutgers
- Carel Scharten
- Rob Schouten
- Max Schuchart
- Ben Stroman
- Thomas Vaessens
- Dolf Verroen
- Jacq Vogelaar
- Jeroen Vullings
- Anne Wadman
- Hans Warren
- Hans Werkman
- Gerard Wijdeveld
- Michaël Zeeman
- Ad Zuiderent

## Lijst van bekende Belgische critici
- Elisabeth Leijnse
- Albert Mockel
- Georges Poulet
- Johan Vandenbroucke

## Lijst van bekende Luxemburgse critici
- Alphonse Arend
- Léopold Hoffmann